# Cracking Art

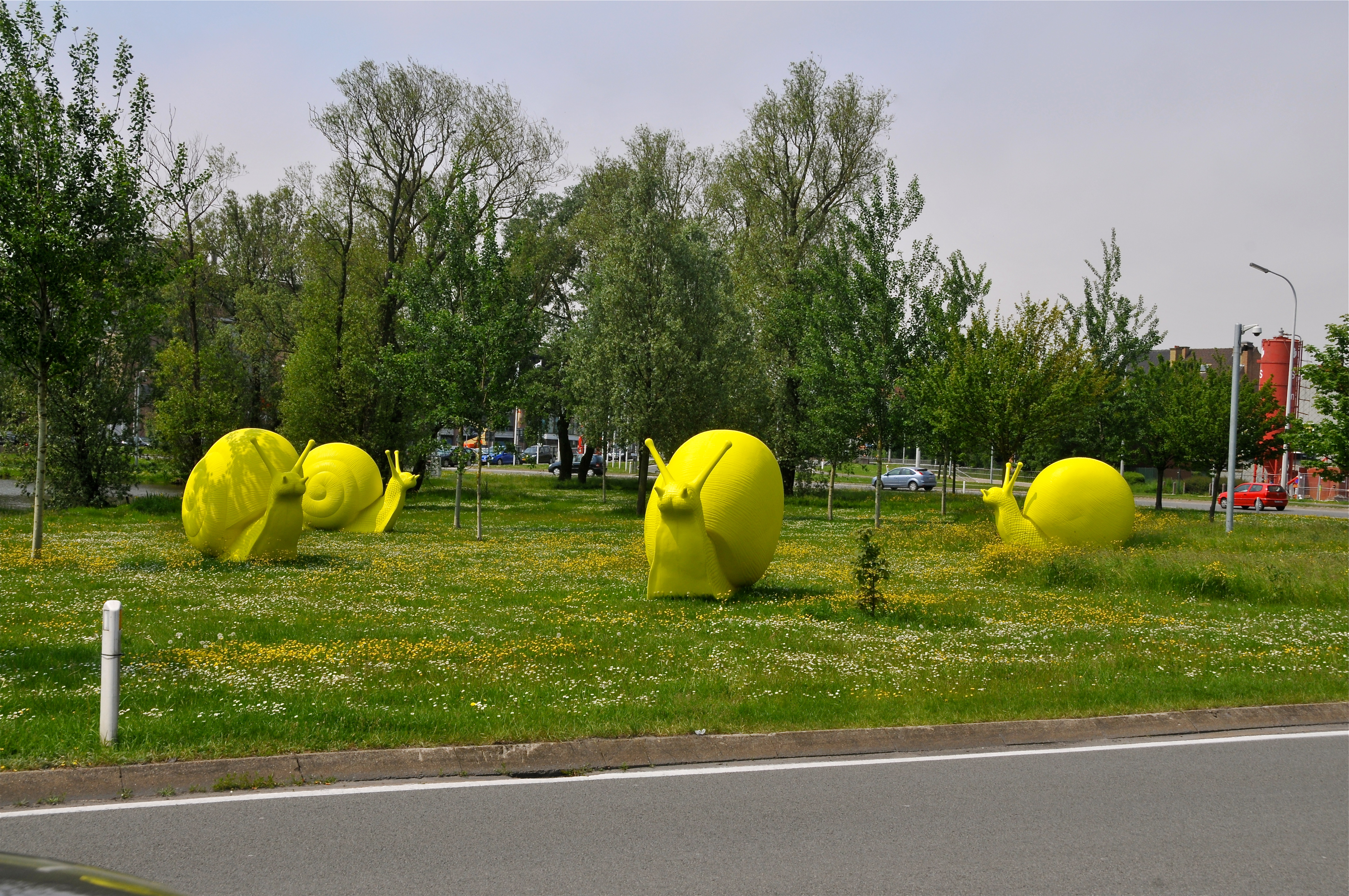
Улитки в Голландии

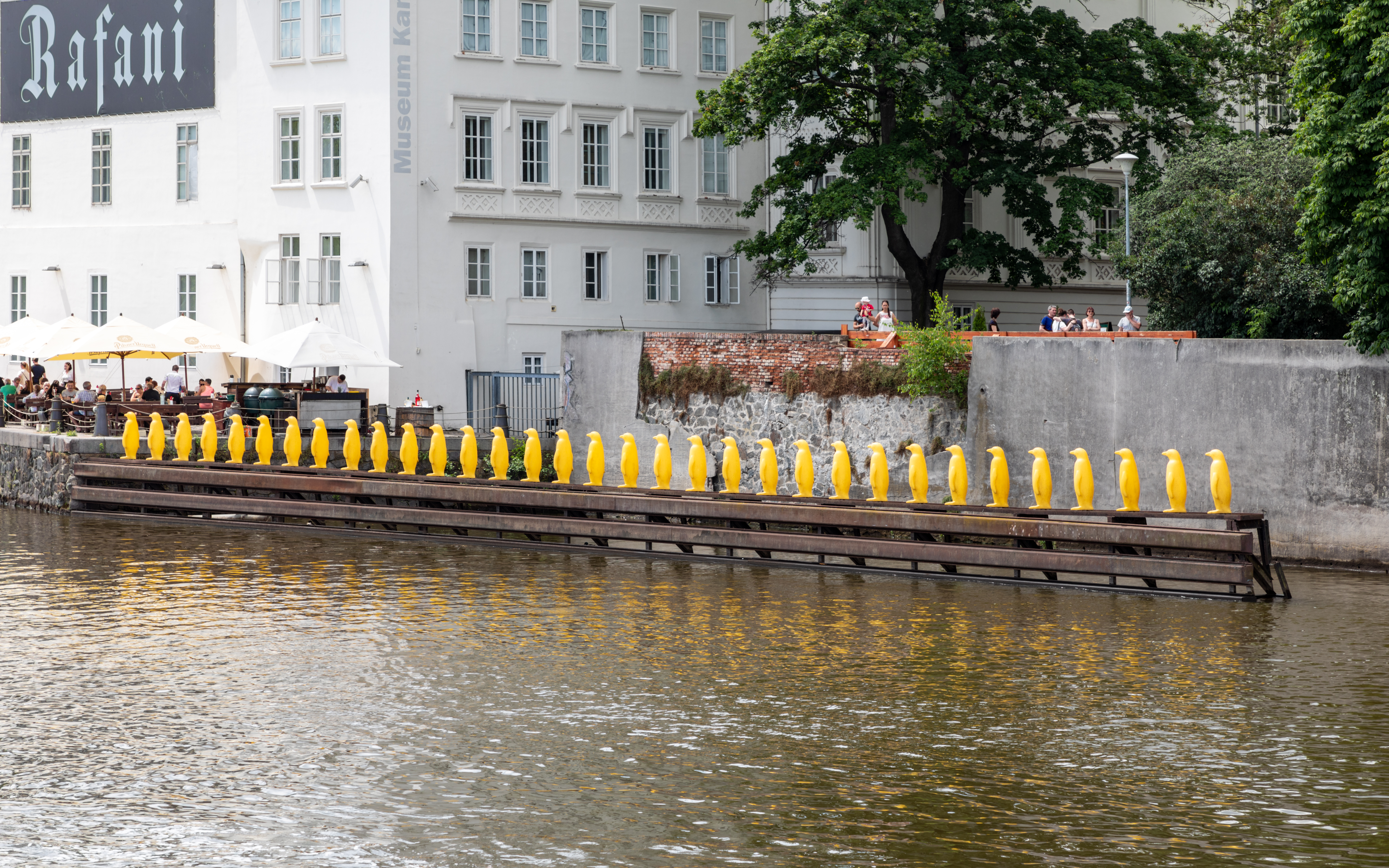
Пингвины в Чехии

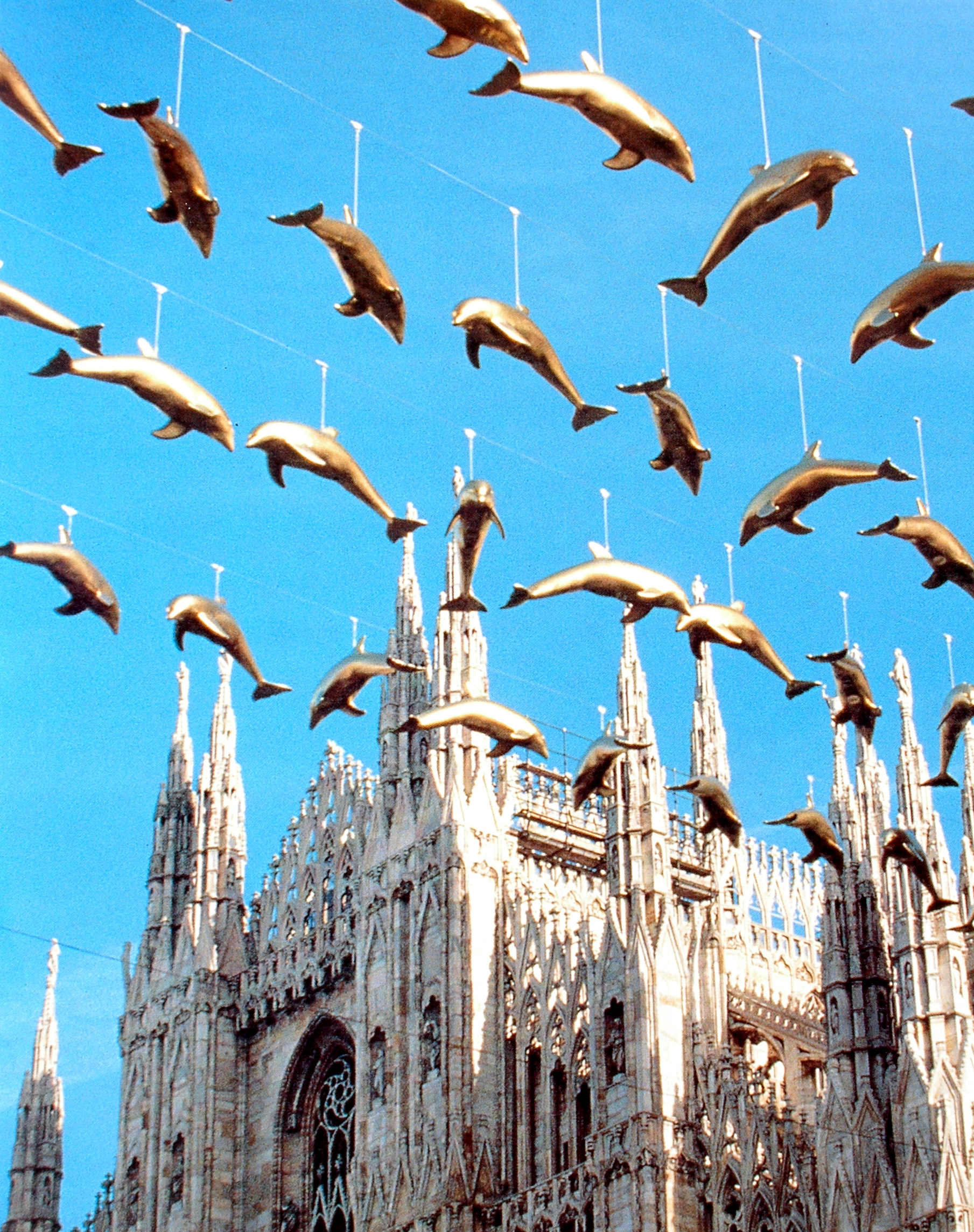
Дельфины в Италии

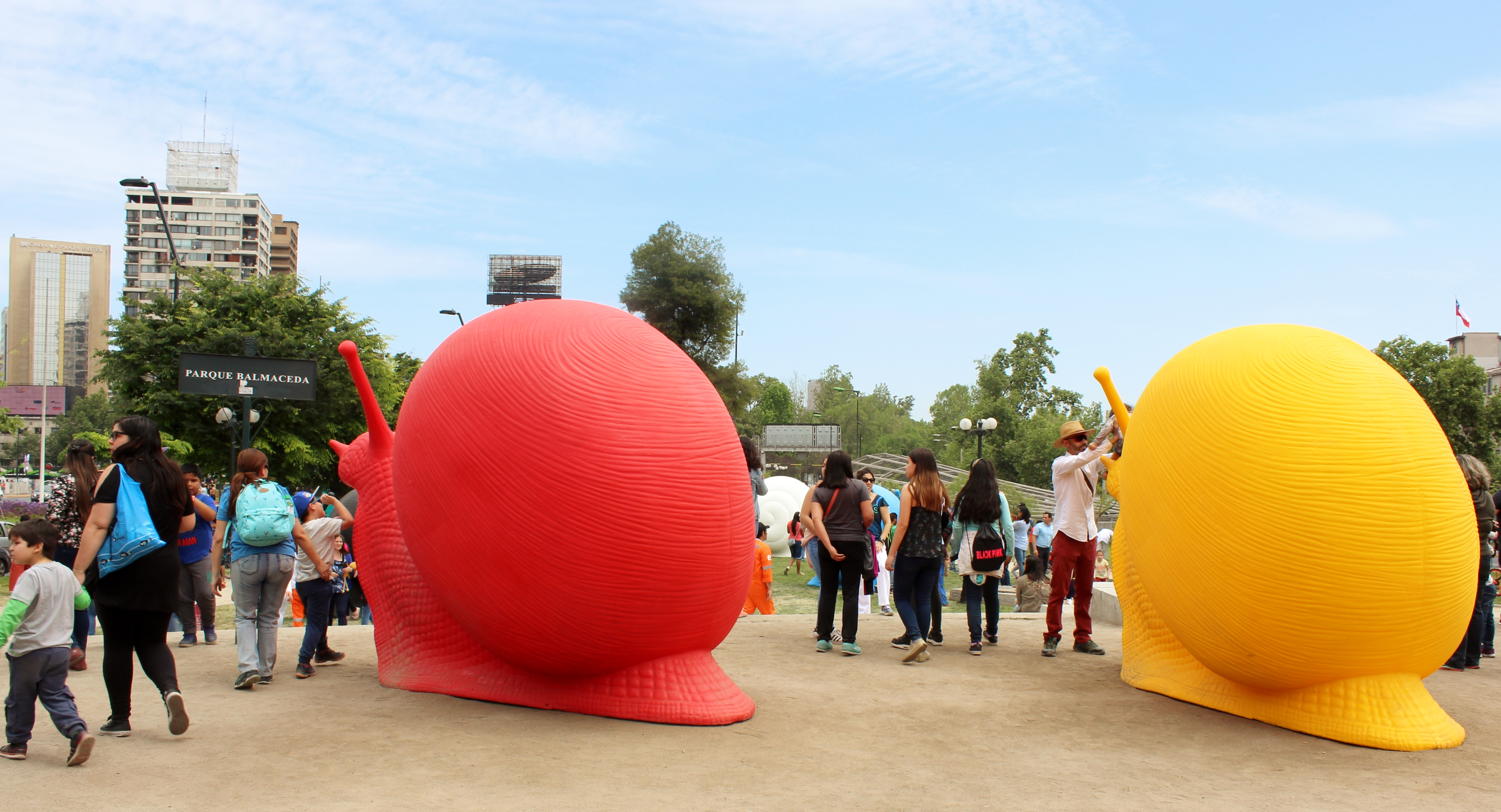
Цветные улитки в Сантьяго

Cracking Art — художественное движение, зародившееся в середине 1990-х годов в Италии, известное созданием городских инсталляций, характеризующихся гигантскими животными из цветного пластика, пригодного для вторичной переработки.
Работы направления появлялись во многих городах Европы, США, Азии и Австралии. Начало работы в новом городе группа художников называет «Вторжением» (Invasion). Визитной карточкой Cracking Art являются монохромные (как правило красные, синие, розовые, зелёные или фиолетовые) гигантские улитки.

## История
Основой движения «Крекинг-арт» являются художники Омар Ронда, Алекс Анжи, Ренцо Нукара, Карло Рузетти, Марко Веронезе, Витторио Валенте. В 1993 году была создана итальяно-бельгийская художественная группа Cracking Art.
Художники движения демонстрируют художественные работы и инсталляции в Италии и за рубежом, в основном состоящие из репродукций скульптур животных, созданных из переработанного пластика, размещённых в публичных местах, таких как пляжи, улицы и площади городов, а также на различных выставках в музеях и открытых площадках демонстрирующих произведения современного искусства.
Первые работы художников направления были выполнены в техниках близких к ленд-арту, связывающих природу и человечество. Позже группа обратилась к поп-арту и граффити: «От этих двух движений художники унаследовали скученность и избыточность знаков, вкус к преувеличению, желание удивлять, очень тесную связь с проблемами современного общества, к которому они добавляют внимание к природе, животным и окружающей среде».
Ещё до формирования группы художники обязались «играть на неопределённой комбинации естественного и искусственного, то есть правды и лжи, о синтетической реконструкции природы, об изменениях и метаморфозах, как с эстетической, так и с технологической коннотацией».
В 1992 году художники направления размещают на побережье итальянского города Андора инсталляцию «Золотые крабы», которая представляет собой выползших на побережье позолоченных пластиковых крабов, пытающихся подняться на руины замка. За крабами последовала инсталляция в галерее Sperone, где была установлена гигантская надпись SOS, выложенная из пластиковых рыб, далее были дельфины и чайки во Флоренции и дельфины в Милане и Болонье, неизменно состоящие из пластика.
Фактически «для искусства крекинга художественное исследование — это, прежде всего, осознание экологической ситуации на планете», осуществляемое на языке, понятном для всех.
С начала 1990-х годов вмешательства и перформансы следуют друг за другом во все более быстром темпе, затрагивая актуальные горячие вопросы, касающиеся генной инженерии, клонирования, генетики, утилизации отходов, ядерных разрушений. Например, инсталляция SOS World в 2001 году включает «вторжение на 49 Венецианской биеннале тысячи золотых черепах». Черепаха — это «гарант долголетия и мудрости, но часто невинная жертва, отрезанная пропеллерами моторных лодок, преследуемая за свой панцирь, которую ценят элегантные дамы и беспокоят любопытные туристы в её тонком репродуктивном цикле». Полторы тысячи черепах, выставленных на Венецианской биеннале 2001 года, призванных «стать лейтмотивом первой биеннале нового тысячелетия», представляют собой одну большую инсталляцию, состоящую из сотен групп более или менее многочисленных личностей, «через которых художники» говорят о форме, значении и судьбе творения в контексте проблемы окружающей среды. Как и Йозеф Бойс, они намерены «приветствовать идеи искусства в мире повседневной жизни».
Так как Крекинг не имеет рамок, работы часто располагаются среди потоков машин и заполненных площадей больших городов, одним из культурных предшественников движения можно назвать дадаизм. Более того, в контексте, близком к дадаизму, проявляется «серьёзный пример экологического сознания».
Одним из предтечей движения Cracking Art является Флюксус с его нерегулярностью, необходимостью экспериментов, использованием разнородных материалов, нетерпимостью к индивидуальному разъединению искусства и художника. Кроме того, движение схоже с Флюксусом в его систематической практике провокационной подрывной деятельности.
Наконец, среди «фундаментальных» предшественников есть и движение нового реализма, художники которого одними из первых поставили «проблему утилизации в 1960-х годах, обращая свой взор к бытовым отходам, промышленным отходам и благодаря им развили новую идею скульптуры». «Искусство крекинга» использует эту чувствительность и давно обновлённую универсальность, наполняя их фундаментальным содержанием, таким как экологическая чрезвычайная ситуация и выбор видов животных, находящихся под угрозой исчезновения.

## Происхождение названия
Термин «Cracking » происходит от английского глагола «взломать», переводимого как «щёлкающий», «ломающийся», «уступающий».
Так же термин Cracking является отсылкой к термину «Крекинг» (высокотемпературная переработка нефти и её фракций с целью получения, как правило, продуктов меньшей молекулярной массы). Концепция состоит в том, что момент создания арт-объекта это момент, когда нечто естественное становится искусственным, то есть «переработанным» культурой и встроенным в общий дискурс. Использование художниками направления в качестве выразительного средства для своих работ пластика символично: пластик также является продуктом крекинга и кроме того данный материал считается одним из максимально неэкологичных. Встретив гигантскую пластиковую скульптуру животного в неподходящем для неё городском ландшафте, зритель должен почувствовать диссонанс и осознать, что природа в широком смысле идёт по пути противоположному пути цивилизации и культуры.

## Манифест
Искусство крекинга направлено на изменение правил искусства, с постоянной ссылкой на современное, не только художественное, но и историческое и культурное. Природа является важным узлом, который должен быть защищён и сохранён с помощью художественного языка.
«Манифест третьего тысячелетия» — Биелла, Италия, 1 января 2001 года
1. Искусство так же важно, как и наша жизнь
2. Мы хотим изменить коды будущего искусства
3. Нет искусства и жизни без нетронутой природы
4. Мы люди настоящего и хотим, чтобы наша работа интерпретировала современные проблемы
5. Искусство и культура — единственная возможность спасения мира и человечества
6. Мы враги лицемерия, заговора, подозрения
7. Наш рабочий материал — это «пластиковый» контейнер со всем опытом планеты, естественным / искусственным, древним / футуристическим, в нём мы ищем архаичные антропологические корни, растения, животных, чтобы построить новую иконографию
8. Мы выбрали определение «крекинг» для нашей работы, потому что оно указывает на молекулярное расщепление между естественным и искусственным
9. Мы будем бороться за защиту природы и человека всеми силами
10. Мы хотим покинуть мир лучше, чем мы нашли.[14][15]

## Групповая деятельность

### Искусство регенерирует искусство
С 2012 года активно работает запущенный объединением Cracking Art проект «Искусство, восстанавливающее искусство», с которым группа «Крекинг» продвигает «естественную / искусственную дихотомию над современным / древним» и рассматривает «обязанность современного художника вносить вклад в поддержание искусства из его памяти». В рамках акции художники создают небольшие скульптуры средства с продажи которых идут на «реставрацию памятников и произведений искусства или для поддержки достойных социальных и культурных проектов». Проект включал выделение средств на реставрацию шпиля Маджоре в Венеции, шпилей Миланского собора и святилища Мадонна-ди-Сан-Люка в Болонье.

## Некоторые работы
Группа выполнила более 400 инсталляций и участвовала во многих выставках в Италии и Европе, том числе:
- White Plastic Flight (1993) в Санта-Мария-дельи-Анджели во Флоренции с разноцветными рыбами, ракообразными.
- Дельфины подвешенные на улице и на площади Пьяцца дель Дуомо в Милане (1996)
- Красные дельфины, галерея Риччоне (2001)
- Мир SOS : Черепахи на 49 Венецианской биеннале (2001)[19]
- Sul filo della Lana (2005)[20], выставка в Биелле из десятков голубых пингвинов с красным шарфом
- «Искусство крекинга, искусство ломки», инсталляция в Mazzotta Foundation, Милан (2007)[21]
- Bestiale Show (2007) в торговом центре Oriocenter в Бергамо, с 4100 гигантскими скульптурами животных, включая красных крокодилов, дельфинов, чаек, черепах, медведей, пингвинов
- Растрескивание животных (2007) в Киостро дель Браманте в Риме[22]
- Воспроизводство — Музей Кампа[23] — Прага — Чехия — 2008[24]
- Cracking Art Group et Marc Jacobs, инсталляция на Magasine Printemps, Париж — 2009
- Регенерация, инсталляция, Милан, 2009
- Регенерация, инсталляция, Римини, 2010
- Регенерация,инсталляция, Пюто (Париж), 2010
- Регенерация, инсталляция, Рим, 2010
- Регенерация, инсталляция, Майами, Флорида 2010—2011
- Искусство крекинга, Peace Frog, 55-я Венецианская биеннале, остров С. Серволо, Венеция[25]
- Next Level. Antologica Cracking Art in Technicolor. L’arte rigenera l’arte, выставка, Болонья, 2014
- Регенерация, инсталляция, Приоло Гаргалло (Сиракузы), 2015
- Кливленд Регенерация, монтаж, Кливленд, штат Огайо (США), 2016[26]
- Кале Регенерация, инсталляция, де-Кале (Франция), 2016
- Cracking Art Limitless @Xintiandi, инсталляцияШанхай (Китай), 2016
- Регенерация Rione Sanità, инсталляция для фестиваля Sky Arte, Неаполь, 2017
- Регенерация Саутгемптон, инсталляция, Саутгемптон (Великобритания), 2017